# Reddy
La dinastia Reddy (1325–1448) fou un poder establert a l'Índia del sud per Prolaya Vema Reddy. La regió que va ser governada pels Reddy é ara part del modern estat costaner d'Andhra Pradesh. Prolaya Vema Reddy formava part de la confederació que va començar un moviment contra els invasors turcs dels exèrcits del sultanat de Delhi el 1323 i va aconseguir rebutjar-los de Warangal.

## Origen
El primers clans Reddy van emergir durant el regnat de Rajendra Cola III. Els caps Reddy van ser nomenats com generals sota els Kakatiyes. Durant aquest temps els Reddys es van crear principats feudals per a ells. Finalment, l'exèrcit del sultanat de Delhi va envair Warangal i va capturar a Pratapa Rudra. El 1323, després de la mort de Pratapa Rudra i la caiguda subsegüent de l'imperi Kakatiya, els caps Reddy van esdevenir independents. Prolaya Vema Reddy va proclamar la independència i va establir el regne Reddy a Addanki.

## Extensió del dominis

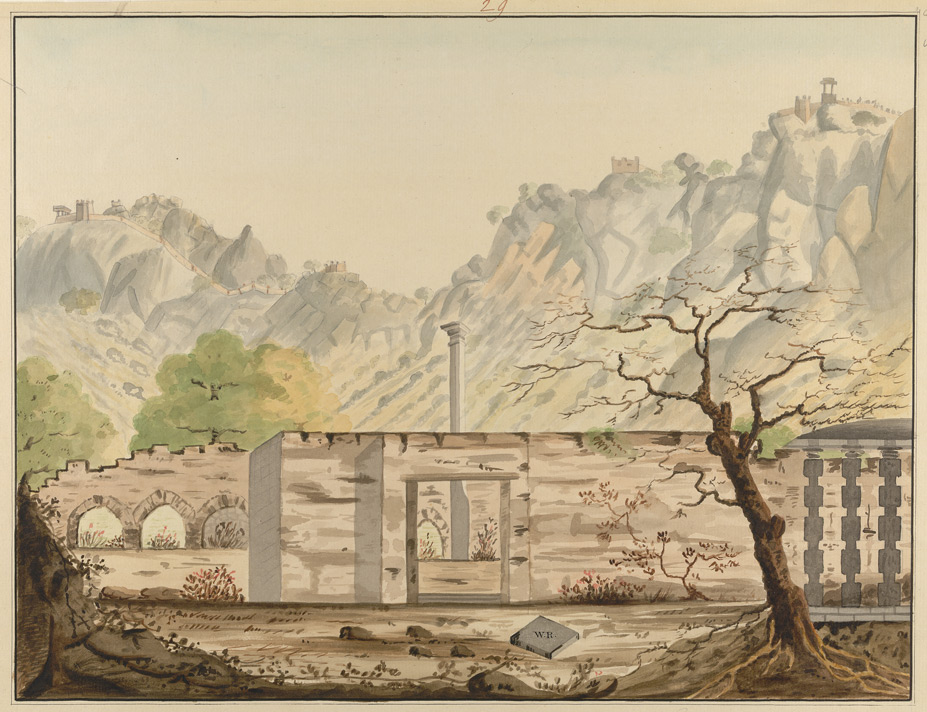
Pintura de color a l'aigua - Fort Kondavidu, regne Reddy.

Van governar los zones costaneres i centrals d'Andhra per més de cent anys, de 1327 a 1448. A la seva extensió màxima, el regne Reddy s'estenia des de Cuttack al modern estat d'Orissa al nord, fins a Kanchi al sud i Srisailam a l'oest. La capital inicial del regne fou Addanki. Més tard, va ser traslladada a Kondavidu i subsegüentment a Rajahmundry. El Reddys va ser coneguts per les seves fortificacions. Dos important forts de muntanya, un a Kondapalli, aproximadament vint quilòmetres al nord-oest de Vijayawada i un altre a Kondavidu, aproximadament trenta quilòmetres a l'oest de Guntur, són testimonis de l'habilitat constructora de forts dels reis Reddy. Els forts de Bellamkonda, Vinukonda i Nagarjunakonda a la regió de Palnadu eren també part del regne Reddy. La dinastia va restar al poder fins a la meitat del segle xv i fou suplantada pel Gajapatis de Odisha, que van obtenir el control de la costa d'Andhra. Els Gajapatis van perdre el control finalment de la zona costanera d'Andhra després que Gajapati Prataprudra Deva va ser derrotat per Krishna Deva Raya de Vijaynagar. Els territoris del regne Reddy van arribar així finalment a control de l'imperi de Vijayanagar.

## Religió

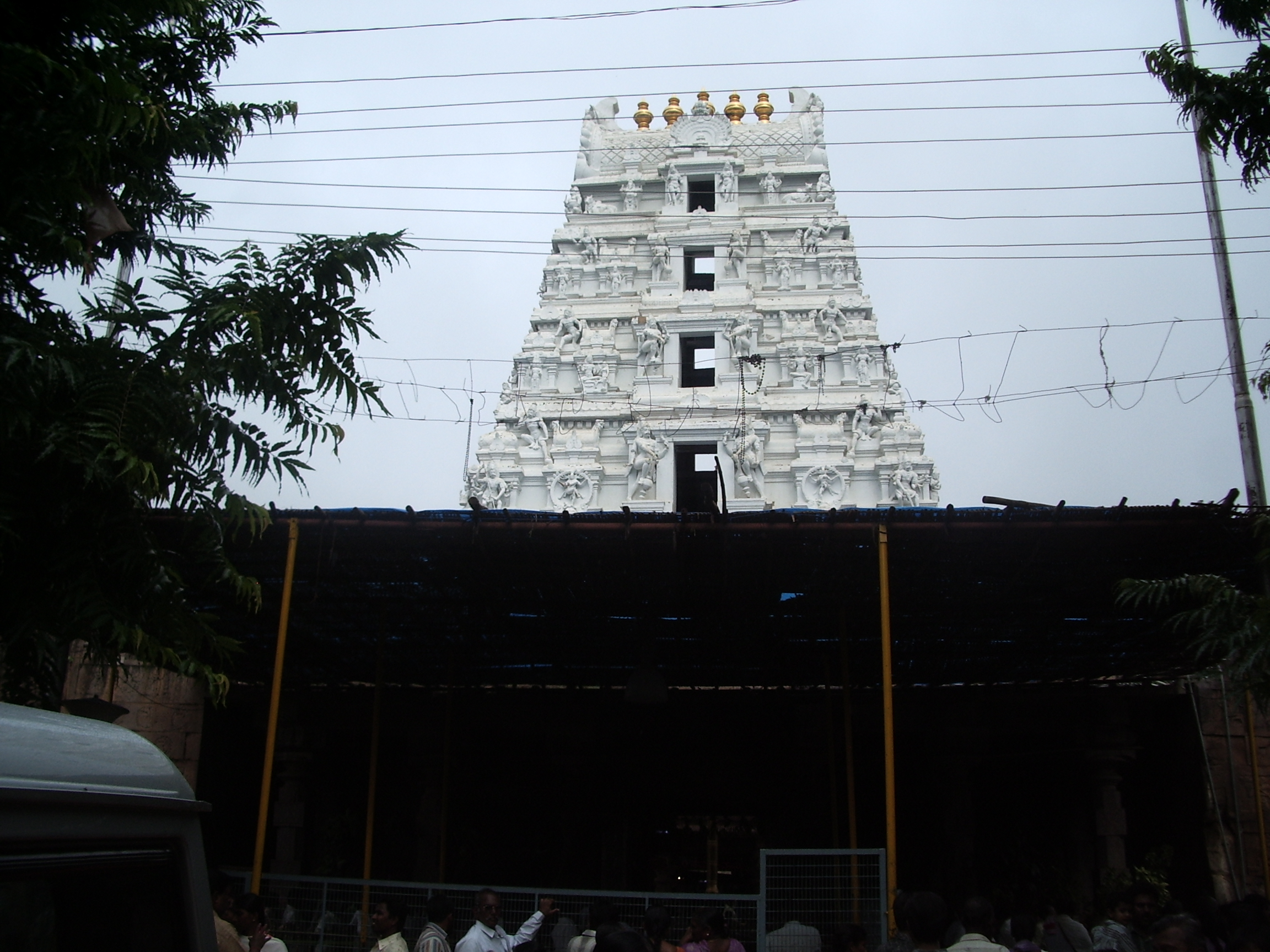
Temple Mallikarjuna Swamy a Srisailam

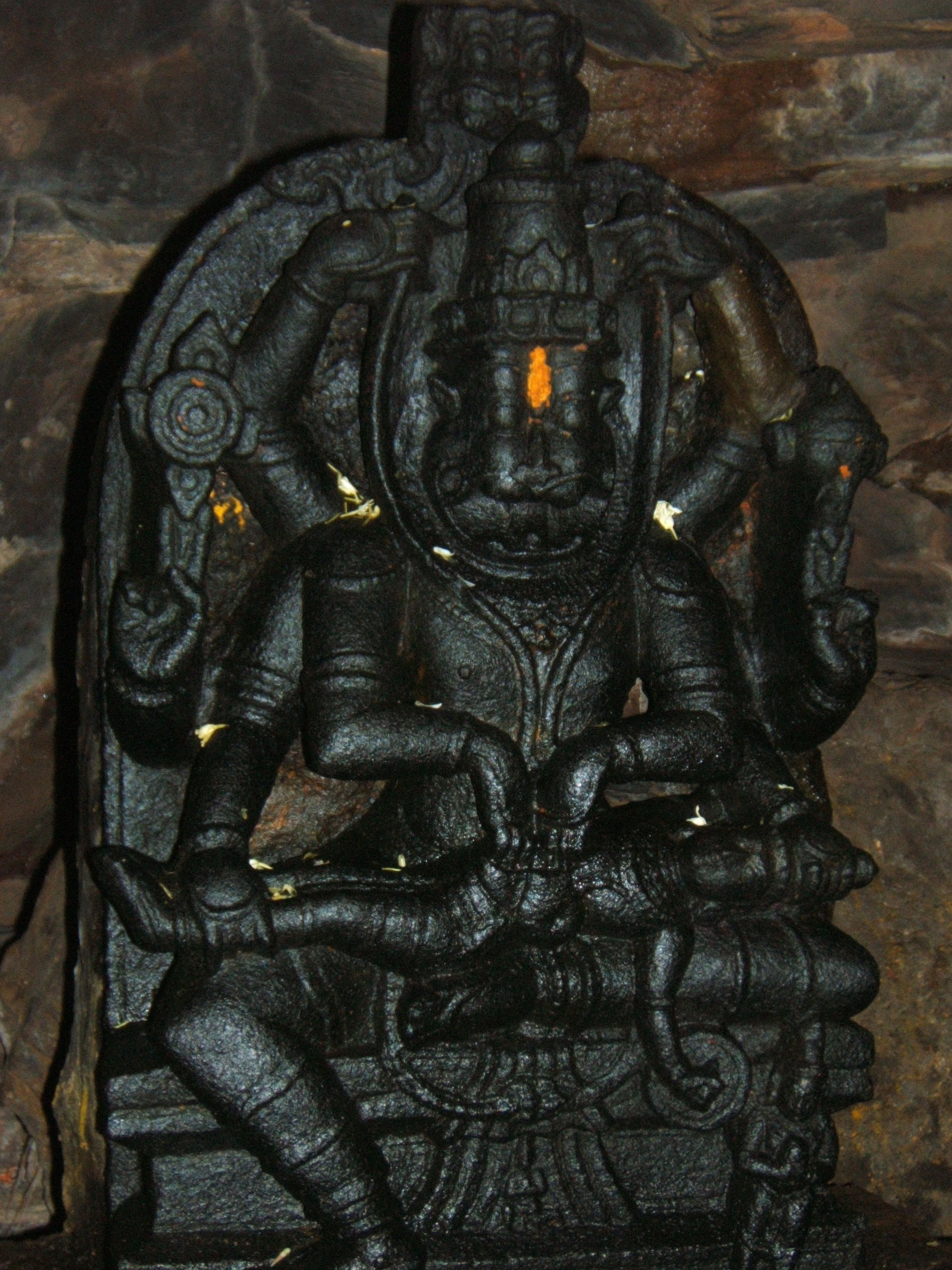
Narasimha, Temple de Narasimha Swamy a Ahobilam

Els governants Reddy van jugar una part prominent en la política posterior als Kakatiyes de Telangana. L'imperi Kakatiya va acabar el 1323 després que l'exèrcit del sultanat de Delhi va envair Warangal i va capturar al governant Kakatiya Pratapa Rudra. Warangal va caure a mans dels invasors i Ulugh Khan va dominar Warangal i Telangana. Durant aquest temps de caos i invasió estrangera al país Telugu es va produir la revolta de dos prínceps, Annaya Mantri i Kolani Rudradeva. Van unir als nobles Telugu amb el propòsit de reclamar el regne. Musunuri Prolaya Nayaka, Prolaya Vema Reddy, Recharla Singama Nayaka, Koppula Prolaya Nayaka i Manchikonda Ganapatinayaka foren el nobles més prominents. Musunuri Prolaya Nayaka fou el dirigent escollit d'aquesta confederació de nobles telugu que es van unir i van jurar posar un final al govern del Sultanat. Van tenir èxit en rebutjar les forces musulmanes de Warangal i llavors van establir regnes independents propis.
Fou durant aquest període caòtic a la història d'Andhra que Prolaya Vema Reddy va establir el regne Reddy el 1325. Els governants Reddys van ser patrons del hinduisme i van protegir les seves institucions. El Bramins va rebre donacions liberals dels reis Reddy i els agrahares (pobles o barris) dels bramins van ser restaurats. Els estudis vèdics van ser encoratjats. Els temples hunduistes de Srisailam i Ahobilam va ser dotats de més instal·lacions. Prolaya Vema Reddy va restaurar un número d'agrahares als bramins. Fou reverenciat amb el títol de Apratima-Bhudana-Parasurama. Va encarregar reparacions importants al temple Srisailam Mallikarjuna Swami, i va construir un pas elevat del riu Krishna fins al temple. El temple Narasimha Swamy de Ahobilam va ser construït durant el seu regnat. Va construir 108 temples de Xiva.
Gona Ganna Reddy, rei de Wanaparthy al districte de Mahabubnagar a Telangana fou un rei subordinat a Rudramadevi de la dinastia Kakatiya.
Va construir molts temples un dels quals fou el temple de Buddeshwara dedicat a Xiva a Telangana.
El seu pare Gona Budda Reddy fou un gran rei i va escriure el primer Ramayana en Telugu amb el nom de Ranganatha Ramayana.

## Administració
L'administració va seguir el "Dharmasutres". Un sisè del superàvit d'agricultura era recaptat com impost. Sota el regnat de Anavota Reddy els impostos i taxes sobre el comerç foren eliminats. Com a resultat el comerç va florir. El comerç marítim es va fer a través del port de Motupalli. Un gran nombre de mercaders es van establir a la rodalia. El celebre 'Vasantotsavalu' va ser reviscut durant el govern de Anavema Reddy. El bramins van rebre liberals donacions dels reis Reddys. El sistema de casta va ser observat. Forts impostos foren imposats per Racha Vema Reddy, que el van fer altament impopular.

## Governants

### Dinastia deKondavidu
- Prolaya Vema Reddy 1325-1335
- Anavota Reddy 1335-1364
- Anavema Reddy 1364-1386
- Kumaragiri Reddy 1386-1402 (+1403)
- Pedakomati Vema Reddy 1403-1420
- Racha Vema Reddy 1420-1434

### Dinastia deRajahmundry
- Kataya Vema Reddy 1395-1414
- Kumaragiri Reddy II 1414
- Allada Reddy (Gondesi Allada Reddy) 1414-1423
- Veerabhadra Reddy 1423-1448